# Kino Aladin
Das Kino Aladin war ein Lichtspielhaus in Bremerhaven-Lehe an der Rickmersstraße 11/13, stammt von 1956.
Das Bauwerk wurde 2007 nach einem Abrissantrag unter Bremer Denkmalschutz gestellt.

## Geschichte
Das Kino Aladin entstand nach den Plänen des Architekten Heinz Feuerhack von 1955 bis 1956 für den Filmkaufmann Günter Hansel. Hansel betrieb in den 1950er Jahren mehrere Kinos in Lehe u. a. das Atlantis in der Hafenstraße sowie seit 1953 das Kino Admiral in Geestemünde. Feuerhack plante auch unter anderem den Umbau des Central-Kinos (später City) in der Hafenstrasse. Das Aladin war das vierzehnte Kino in Bremerhaven.
Das Aladin hatte damals ein zur Straßenfront ansteigendes Flachdach, mit dem es beidseitig die anschließenden zweigeschossigen Wohn- und Geschäftshäuser deutlich überragte. Werbewirksam konnte so der große Baukörper mit seiner Leuchtreklame schon aus der Ferne wahrgenommen werden. Das Kino ist äußerlich relativ einfach gestaltet und deutlich als Theatergebäude erkennbar. Der fensterlose Kinosaal im Obergeschoss mit einer erkennbaren Krümmung, analog zur Führung der inneren Projektionsleinwand, tritt aus der Fassade hervor. In zeittypischer, schwungvoller Neon-Leuchtschrift steht dort Aladin und eine Wunderlampe mit einem Strahlenkranz ist abgebildet.
Im Erdgeschoss war eine trichterförmige kleine Ladenpassage mit vier Läden. Ein Sternenhimmel aus Leuchten erhellt den Bodenbelag aus Solnhofer Platten. Die Wände im Eingangsbereich bestehen aus großen, versetzten Ausstellungsvitrinen. Mittig in der Eingangspassage befindet sich die freistehende Kinokasse, wie eine expressive Skulptur. Diese Kino-Architektur der 1950er Jahre ist in Deutschland selten.
Das Eröffnungsjahr 1957 war der Höhepunkt der Entwicklung der Kino-Branche in Deutschland. Die Zahl der Filmtheater war in den 1950er Jahren in Deutschland stark angestiegen. Schon 1960 war die Zahl der Kinobesucher rückläufig, ein Trend der sich durch das Fernsehen noch verstärkte. Auch das Aladin verlor nach 2000 seine Nutzung als Kino.

### Umbauten
1969 erfolgte ein Umbau zum Breitwandkino. Wie das Schwester-Kino Admiral hatte das Aladin einen ovalen Saal mit einer schwungvollen Bühnenfront und mit einer 15 Meter breiten Cinemascope-Leinwand. Der Saal fasste 700  weinrote Plätze. 1976 kam eine weitere Neugestaltung mit der Reduzierung auf 565 Plätze. An der rechten Seitenwand des Saals befand sich ein zwölf mal sechs Meter großes Acrylrelief mit einer Seestadtsymbolik. Ab 1984 betrieb die Union-Kinobetriebsgesellschaft aus Hamburg das Aladin. Im November 1993 wurde beim letzten, inneren Umbau die Zahl der Plätze nochmals auf 460 reduziert.

### Name
Der arabische Name Aladin, zu deutsch „Adel/Erhabenheit des Glaubens“, geht auf die Hauptfigur des orientalischen Märchens Aladin und die Wunderlampe aus den Märchen aus Tausendundeine Nacht zurück. Den Namen führt aktuell in Bremerhaven nur noch die Aladin Kino GmbH.